# Östra distriktet (Amerikanska Samoa)

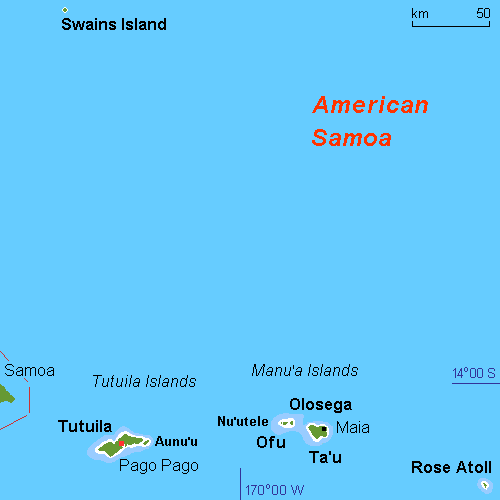
Lägeskarta

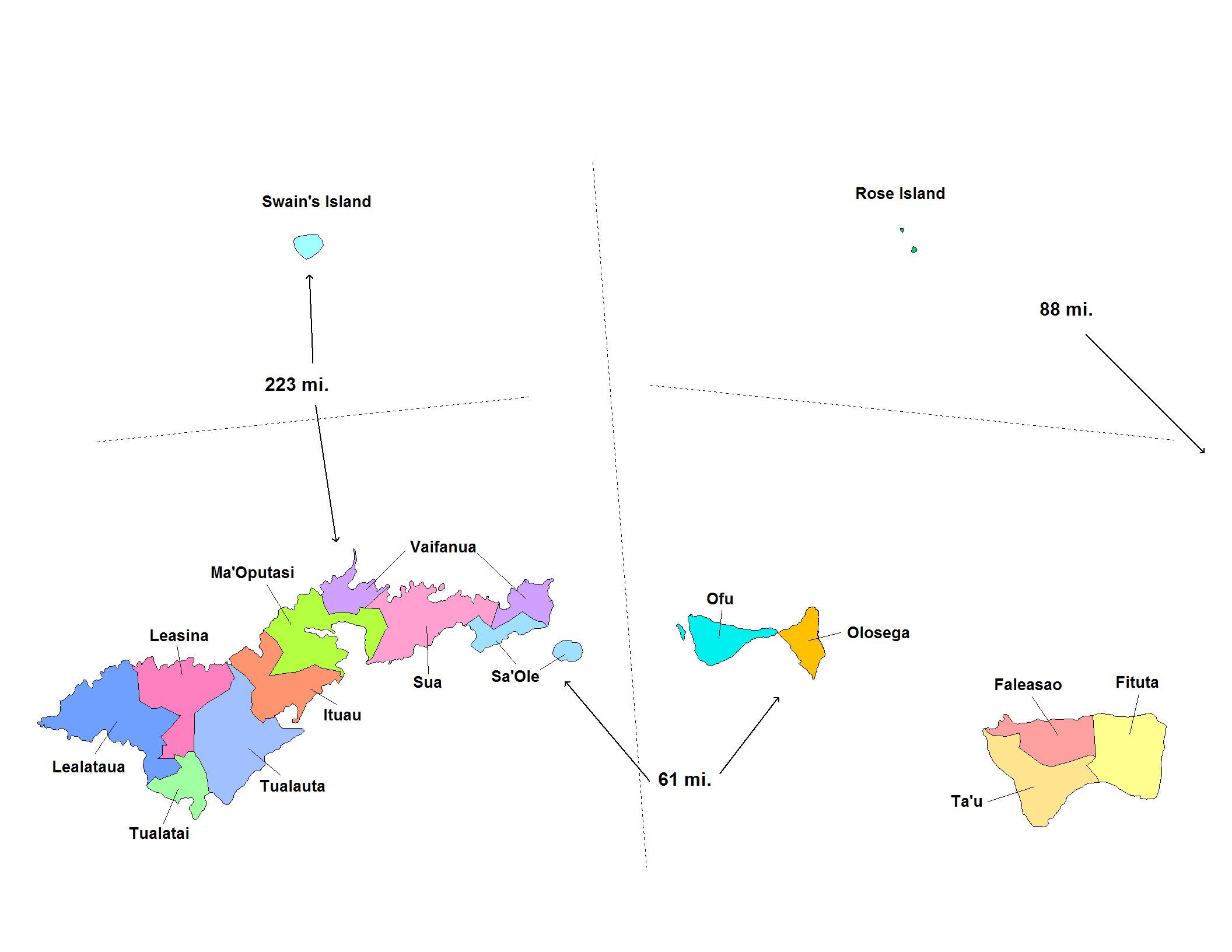
Östra distriktet, counties

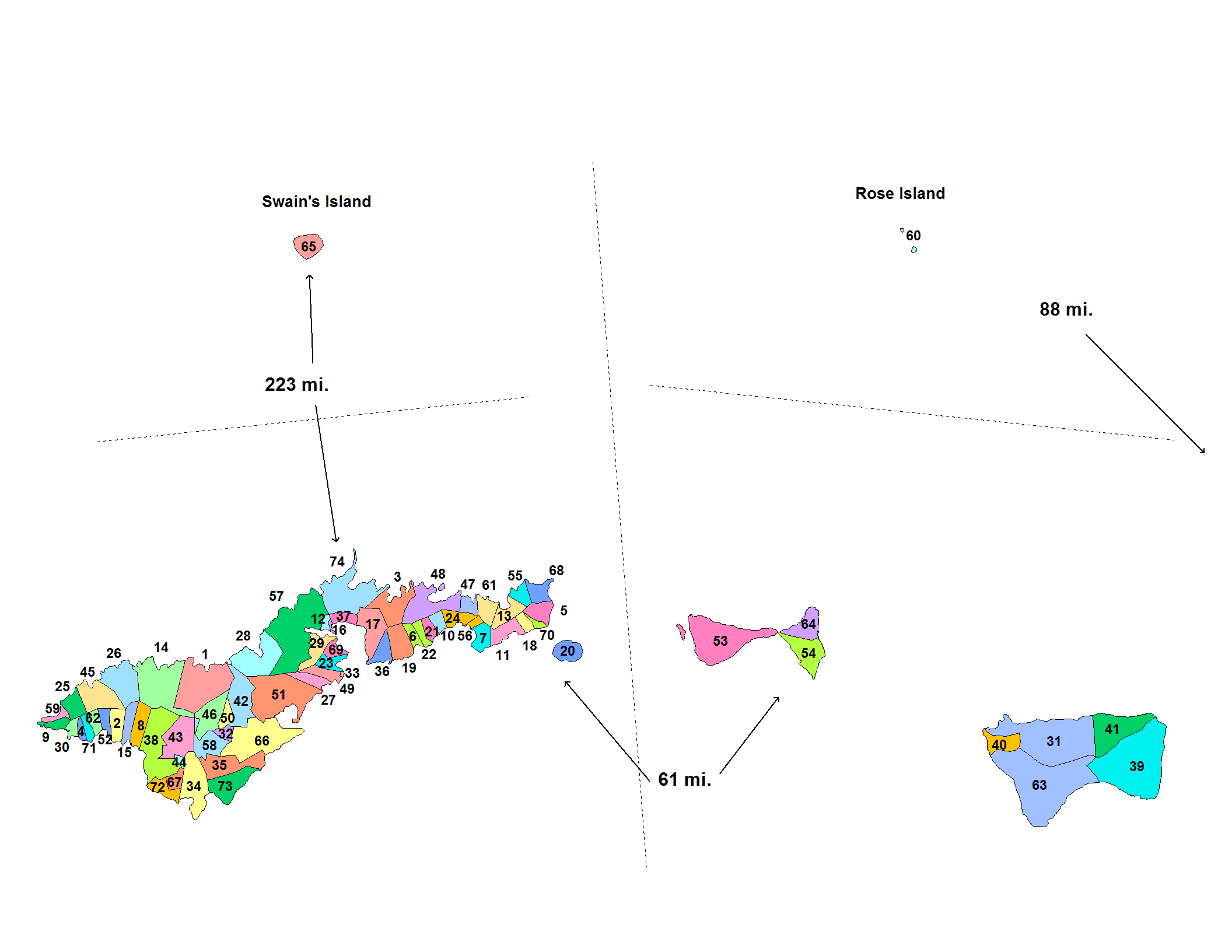
Östra distriktet, byar

Östra distriktet (engelska Eastern District) är en av fem förvaltningsdistrikt i Amerikanska Samoa.

## Distriktet
Östra distriktet har en areal om cirka 67 km² och omfattar den östra delen av Tutuilaöarna.
Befolkningen uppgår till cirka 23 400 invånare (1).
Distriktet är indelad i fem counties (motsvarar län) och varje county är därefter uppdelad i byar.

## Indelning
- Ituau County, cirka 13 km², cirka 4 312 invånare
- Ma'Oputasi County, cirka 19 km², cirka 11 695 invånare
- Sa'Ole County, cirka 6 km², cirka 1 768 invånare
- Sua County, cirka 18 km², cirka 3 417 invånare
- Vaifanua County, cirka 11 km², cirka 2 249 invånare

## Historia
Den 17 april 1900 övergår Tutuilaöarna formellt till USA:s förvaltning efter Samoaöarnas delning genom Berlinfördraget (2).
Tutuilaöarna förvaltades av den amerikanska flottan (US Navy) från den 17 februari 1900 till den 29 juni 1951 då förvaltningen övergick till det amerikanska inrikesdepartementet (US Department of the Interior).